# Gordonia (Pflanzengattung)
Gordonia ist eine Gattung in der Familie der Teestrauchgewächse (Theaceae), die unter anderem mit den Kamelien (Camellia) verwandt ist. Einige Arten sind geschätzte Zierpflanzen in warmen Klimazonen. Der Gattungsname ehrt den englischen Gärtner James Gordon (ca. 1708–1780).

## Beschreibung
Gordonia sind immergrüne Laubbäume. Ihre glänzenden, dunkelgrünen, distich oder spiralförmig angeordneten Blätter sind lederig und ganzrandig oder gezahnt. An der Spitze des Blütenstiels finden sich zwei bis sieben hinfällige Vorblätter.
Die fünf Kelchblätter sind ungleich geformt und fallen zur Reife nicht ab, die fünf (selten bis zehn) Kronblätter sind am Ansatz schwach miteinander verwachsen. Die Staubblätter sind am Ansatz der Blütenkrone angewachsen und bilden dort fleischige Verdickungen, die Staubbeutel sind beweglich. Die Fruchtknoten sind fünffächrig (3 bis 10), je Fruchtblatt tragen sie drei bis fünf (zwei bis zehn) Samenanlagen. Der kurze bis lange Griffel ist meist einfach, selten mehr oder weniger verzweigt, die Narbe ist köpfchenförmig.
Die Frucht ist eine zylindrische Kapsel mit einem zentralen Säulchen (Columella), oftmals längs eckig. Die Samen sind flach und geflügelt, der Embryo ist gebogen, die Kotyledonen sind flach und dünn, ebenso das Endosperm.

## Verbreitung
Gordonia-Arten finden sich heute nur noch in der Neuen Welt wie z. B. Gordonia lasianthus aus dem Südwesten Nordamerikas. Die asiatischen Arten, die früher hier eingeordnet waren, gehören in eine andere Tribus der Familie Theaceae und stehen heute fast alle in der Gattung Polyspora.

## Systematik
Die Gattung wurde 1771 von John Ellis erstbeschrieben. Je nach Autor werden 20 bis 65 Arten anerkannt. Bekannte Arten sind:
- Gordonia lasianthus (L.) J. Ellis: Sie kommt in Alabama, Florida, Georgia, Mississippi, North Carolina und South Carolina vor.[5]

Heute nicht mehr zu Gordonia gestellt wird:
- Gordonia axillaris (Roxb. ex Ker Gawl.) Endl. = Polyspora axillaris (Roxb. ex Ker Gawl.) Sweet ex G. Don

## Nachweise
- P.F. Stevens et al.: Theaceae. In: Klaus Kubitzki (Hrsg.): The Families and Genera of Vascular Plants - Volume VI - Flowering Plants - Dicotyledons - Celastrales, Oxalidales, Rosales, Cornales, Ericales, 2004, S. 468–469, ISBN 978-3-540-06512-8